# Gabriela Mrohs-Czerkawski
Gabriela Mrohs-Czerkawski (polnisch Gabriela Mróz-Czerkawska) (* 6. Februar 1969 in Strzelce Opolskie) ist eine ehemalige polnische Basketballspielerin.

## Laufbahn
Mrohs-Czerkawski spielte in Polen von 1985 bis 1993 für Odra Brzeg, ab 1993 war die 1,85 Meter messende Flügel- und Innenspielerin beim deutschen Bundesligisten VfL Bochum. Mit Bochum trat sie zeitweilig auch im europäischen Vereinswettbewerb Ronchetti Cup an. In der Saison 2000/01 spielte sie wieder in ihrem Heimatland Polen bei Odra Brzeg, es folgte im Vorfeld des Spieljahres 2001/02 die Rückkehr nach Deutschland, wo sie fortan für die BG Rentrop Bonn in der Bundesliga auflief. Sie blieb bis 2004 bei der BG und legte aufgrund einer Schwangerschaft dann eine Basketballpause ein. Ab Januar 2007 war sie Spielerin des Zweitligisten Herner TC und stieg mit dem HTC wenige Monate später in die Bundesliga auf. Sie stand in der Saison 2007/08 dann auch in der ersten Liga für den HTC auf dem Feld.
Als Trainerin war Mrohs-Czerkawski nach dem Ende ihrer Spielerlaufbahn bei Herner TC II sowie im Jugendbereich des Herner Vereins tätig. 2010 wurde sie Trainerin im Jugend- und Damenbereich des ASC Dortmund.
Im Seniorenbereich spielte Mrohs-Czerkawski für die SG ASC 09 Dortmund/AstroStars Bochum und wurde deutsche Meisterin in der Altersklasse Ü40. Ihre Tochter Saskia Czerkawski schlug wie ihre Mutter den Weg in den Leistungsbasketball ein.

### Nationalmannschaft
Mrohs-Czerkawski war polnische Nationalspielerin, sie nahm an den Europameisterschaften 1991, 1993, 2001 und 2003 teil. Ihre beste Platzierung mit Polen war 2003 der vierte Rang.